# 富裕小輪

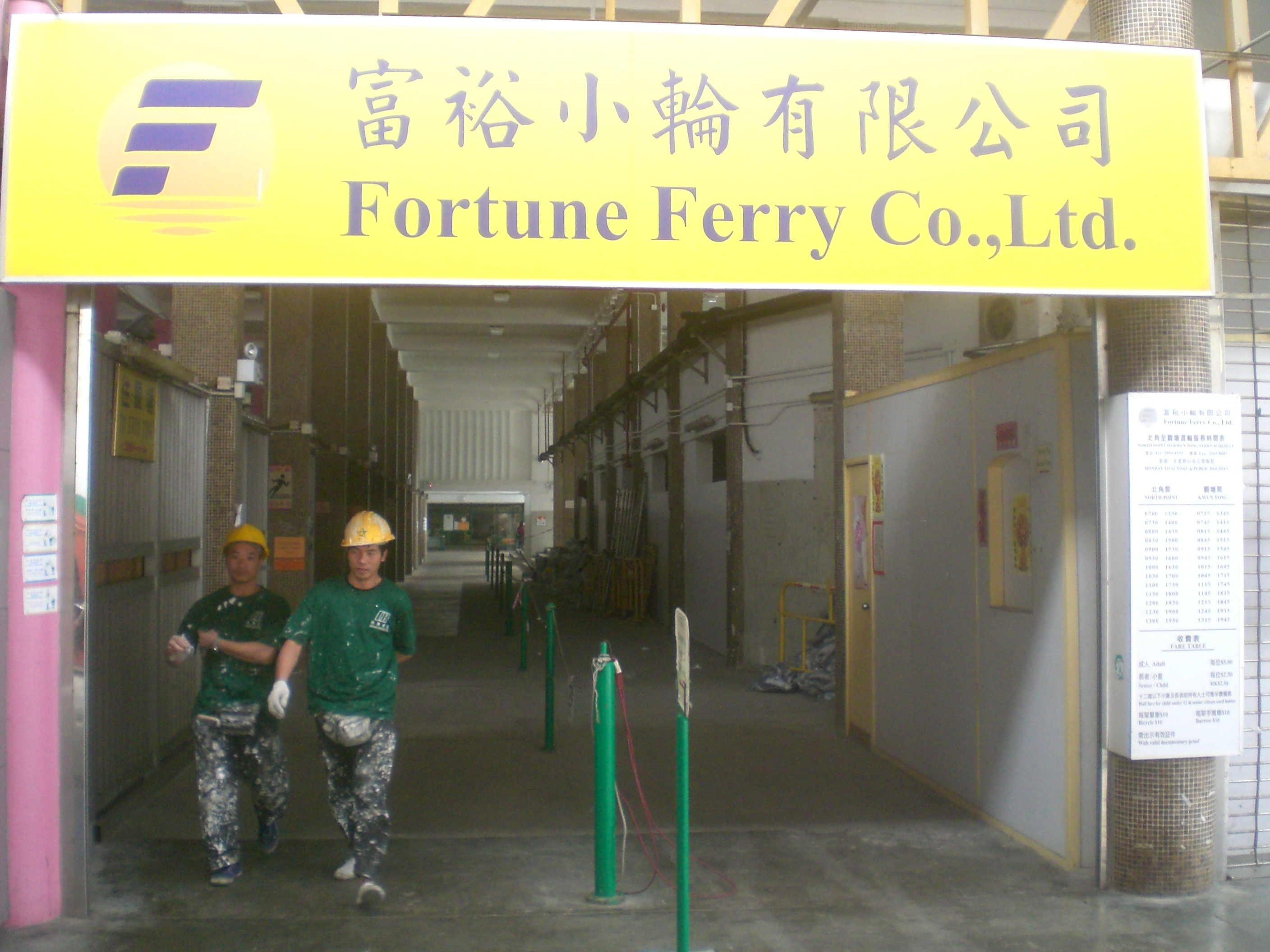
富裕小輪北角渡輪碼頭

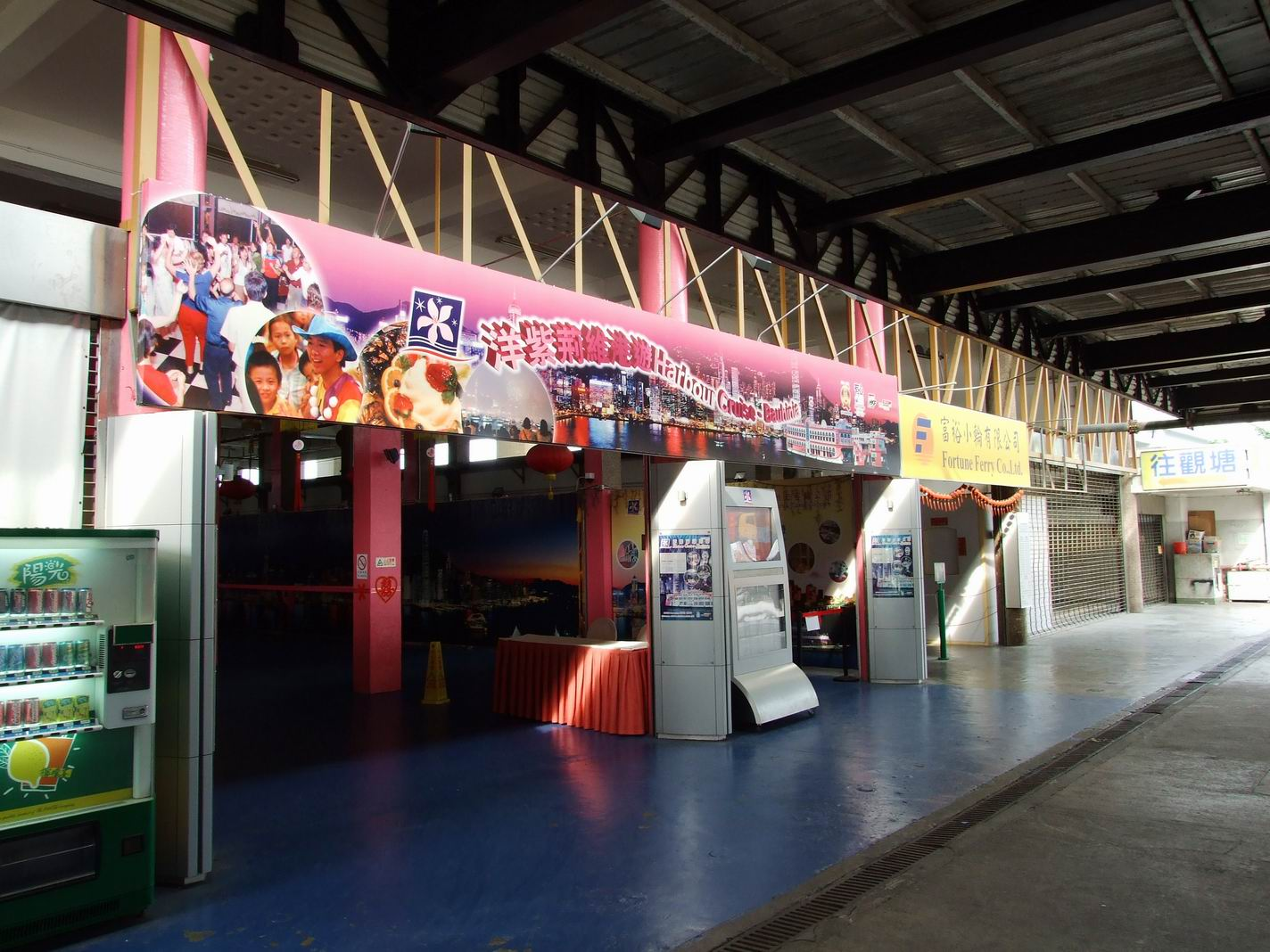
北角碼頭的富裕小輪

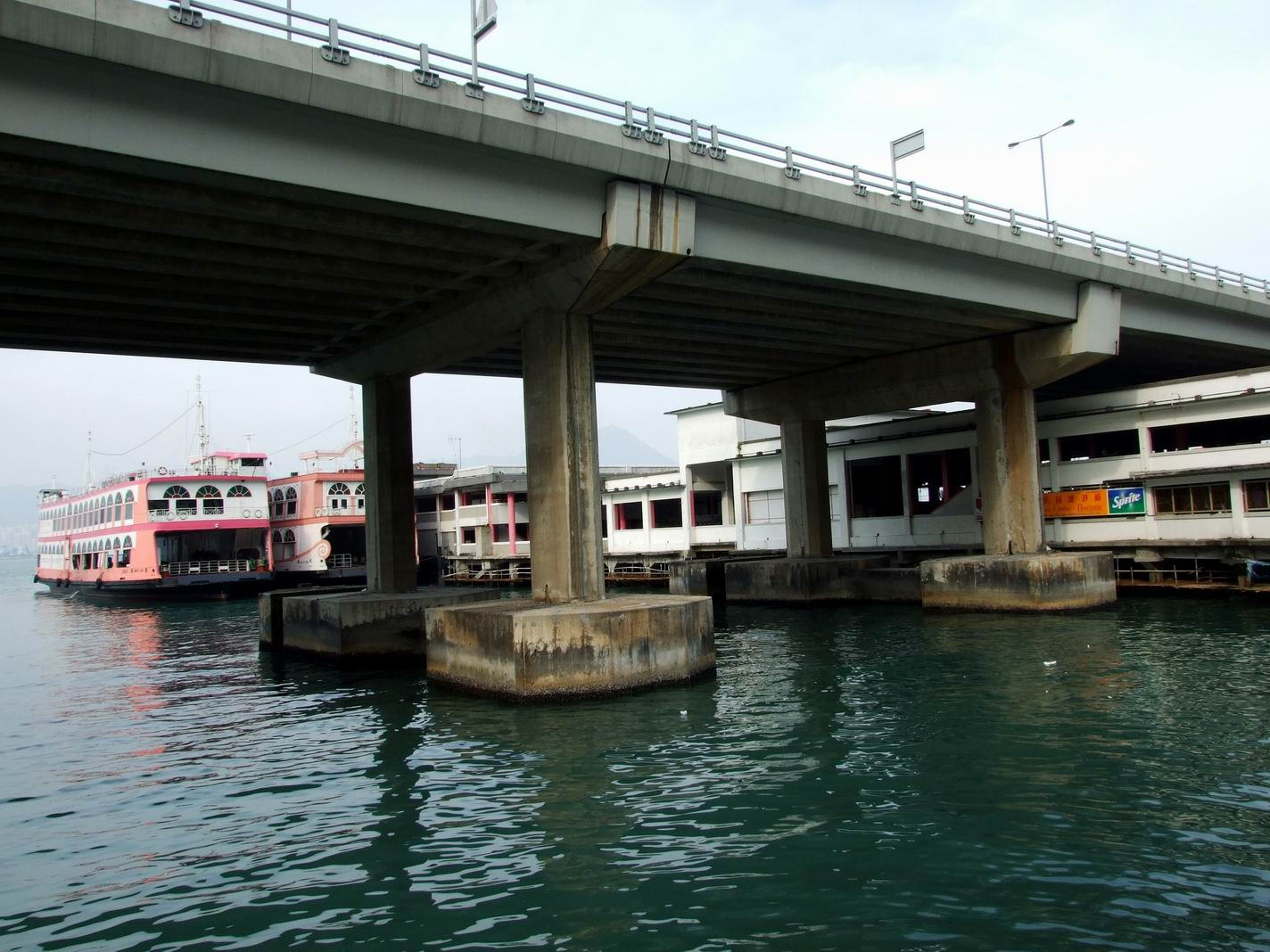
停泊在碼頭的維港遊覽船

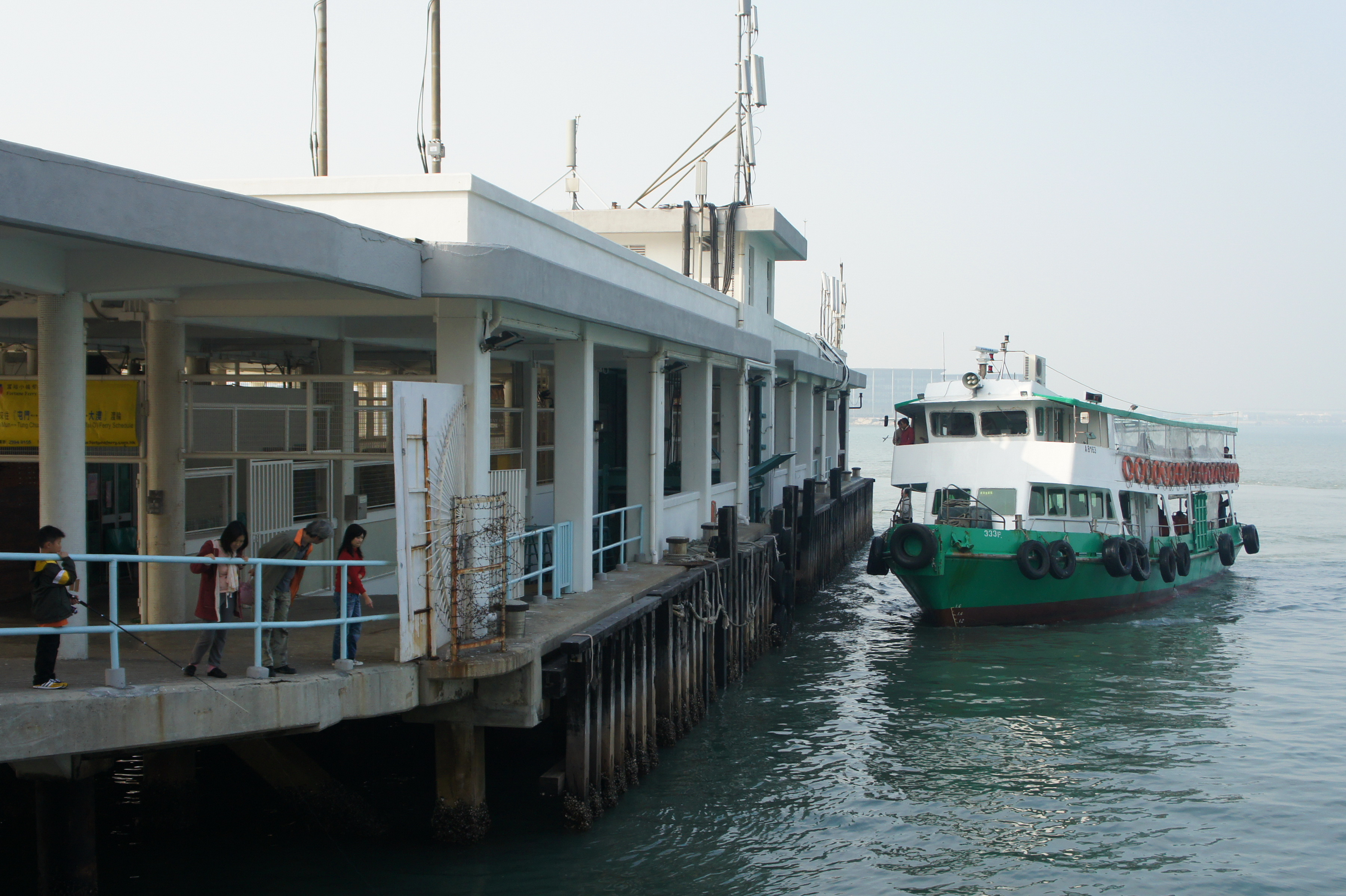
正準備停泊在東涌新發展碼頭的富裕小輪

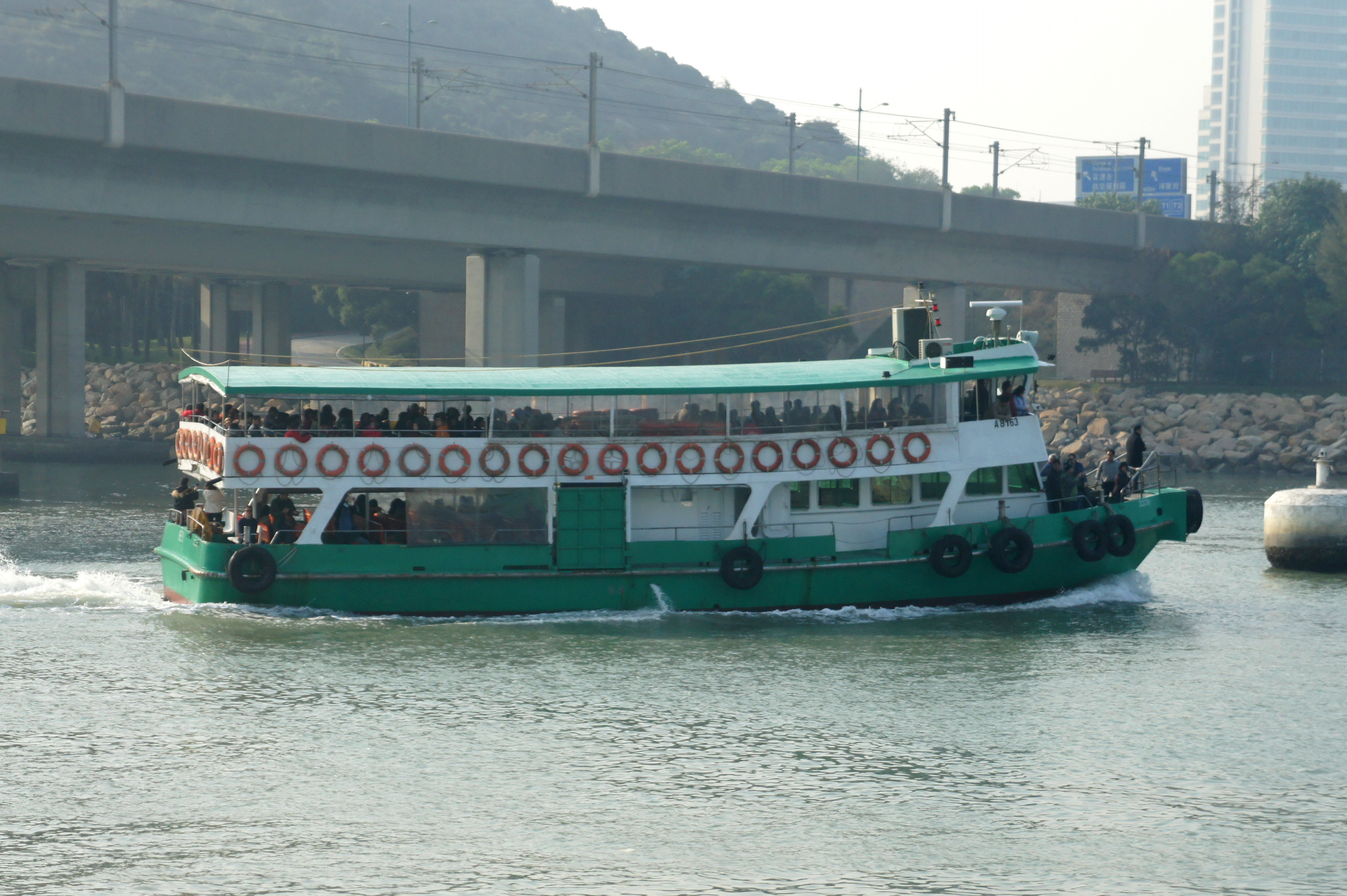
一艘富裕小輪（A8163）駛經東涌，背後為機場快線的高架橋段。

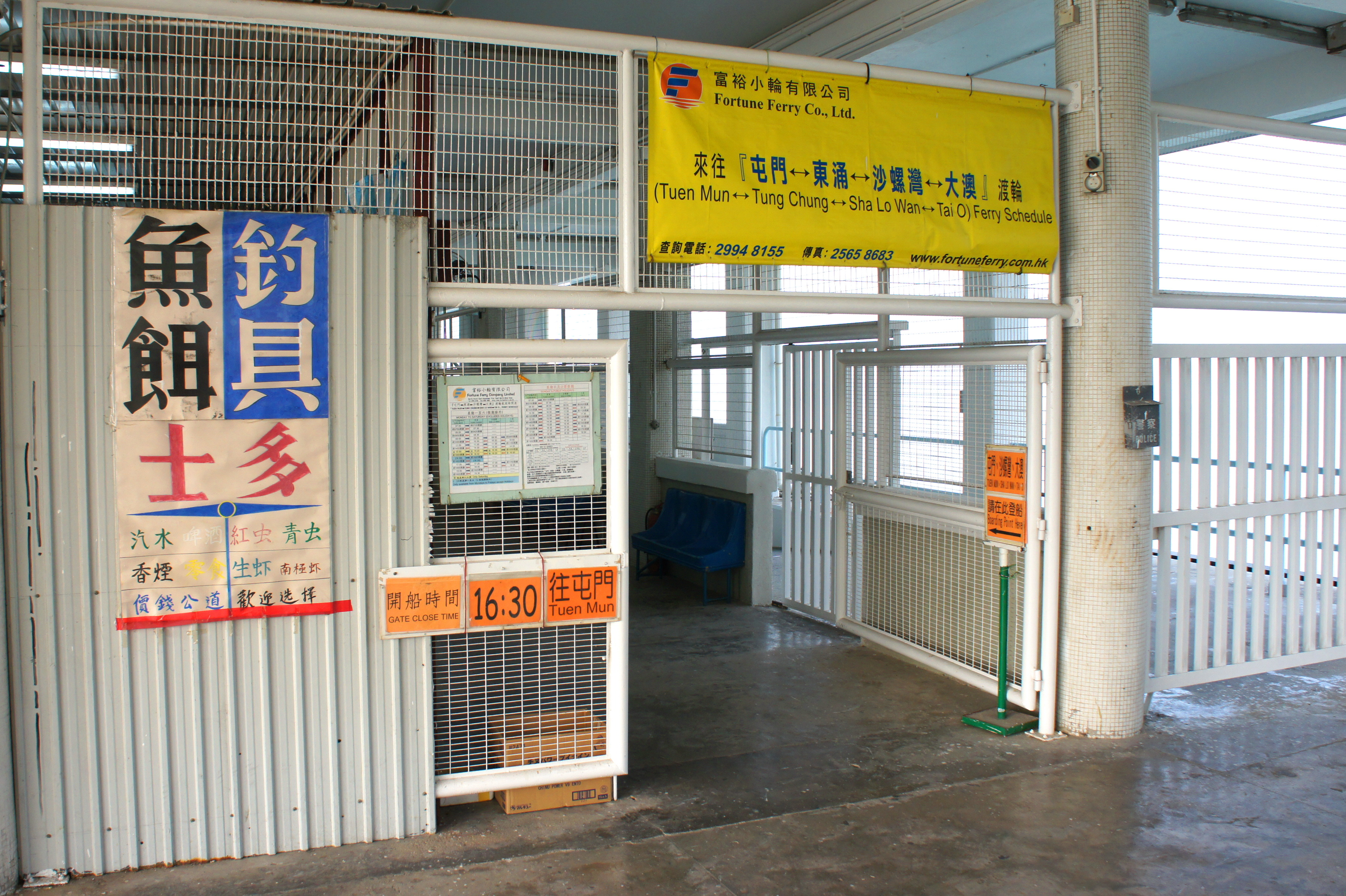
東涌新發展碼頭登船入口懸掛著富裕小輪來往屯門↔東涌↔沙螺灣↔大澳航線的標示

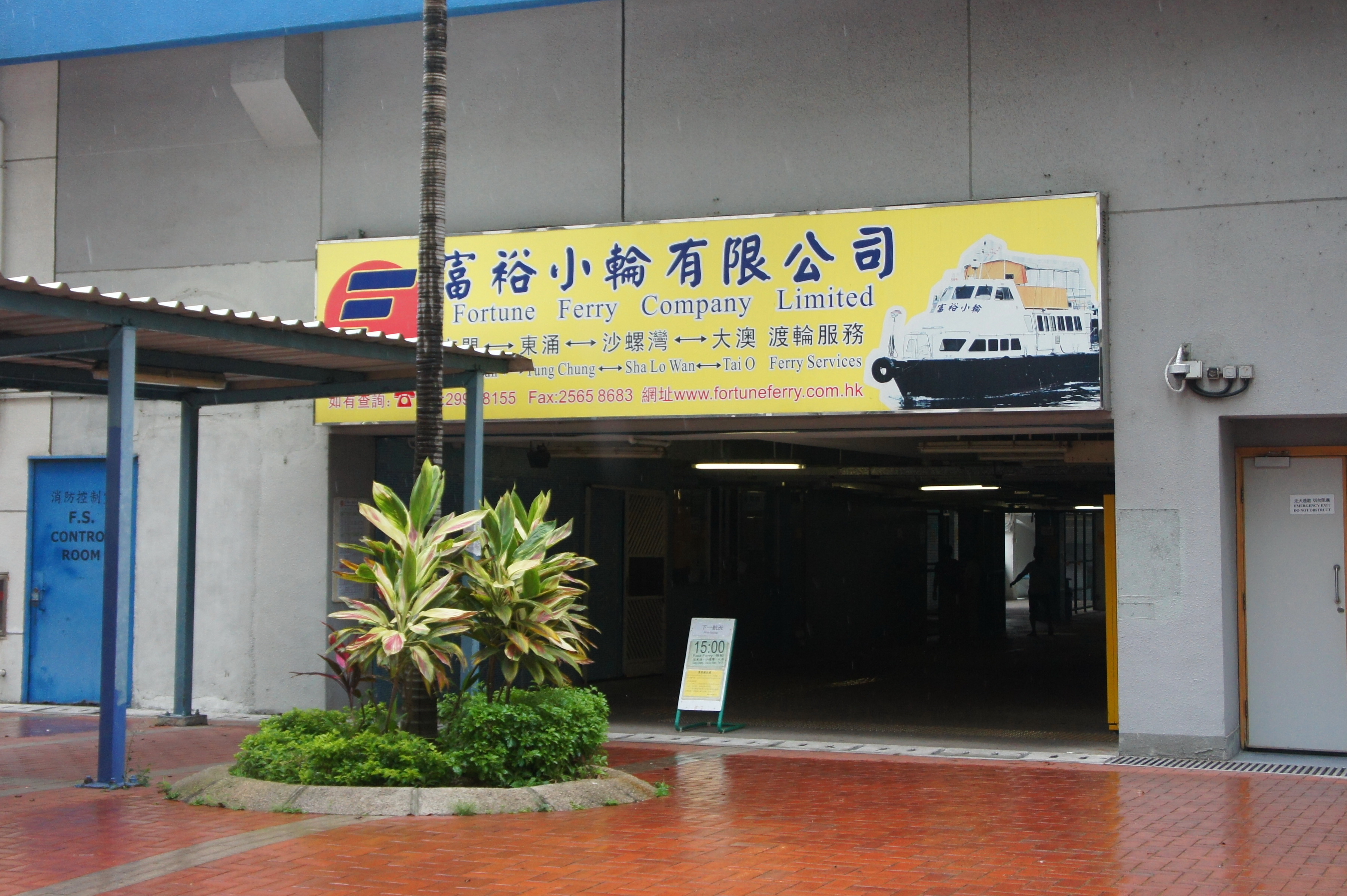
屯門碼頭富裕小輪的上落船點

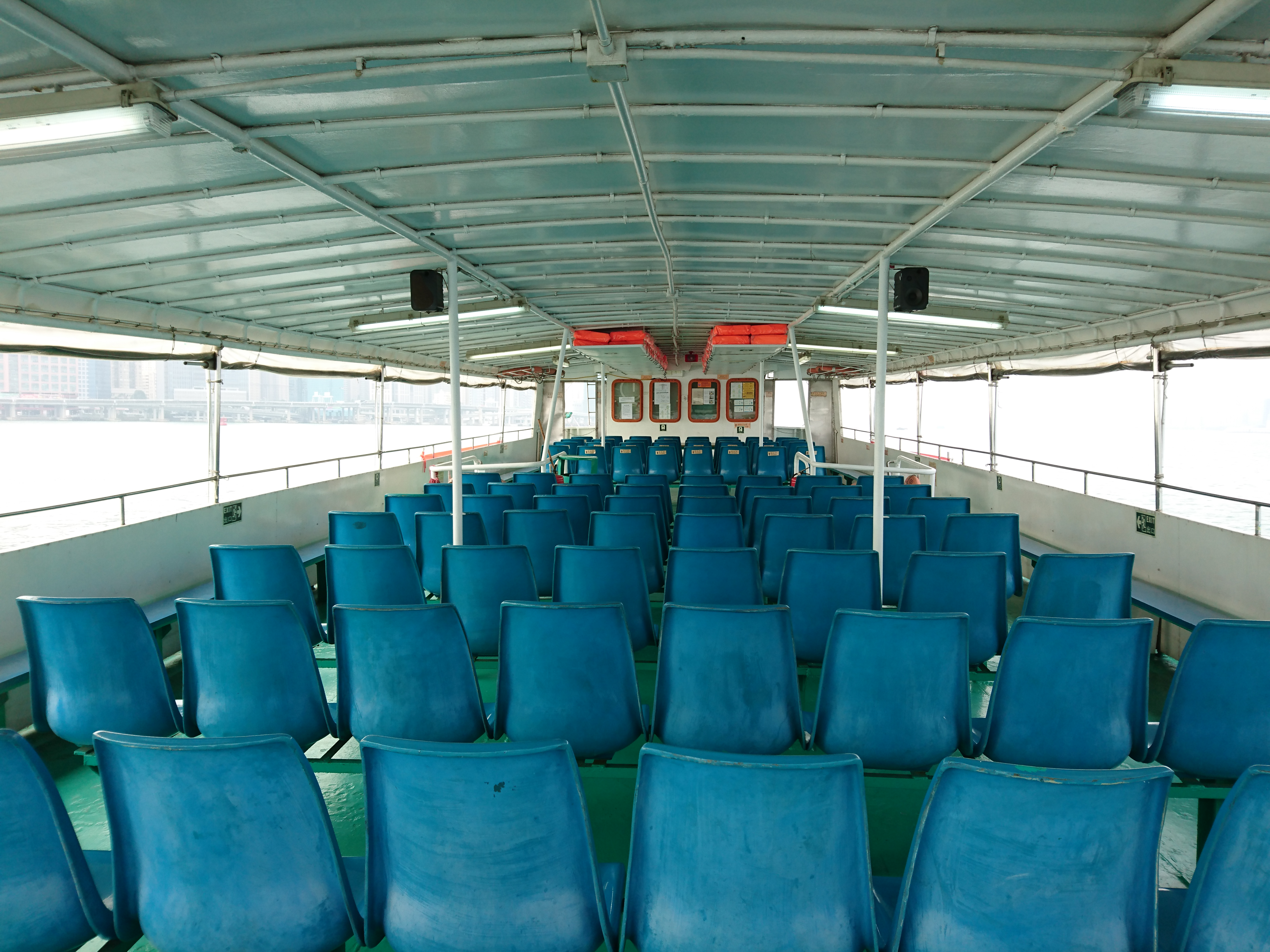
一輛富裕小輪上層座位

富裕小輪有限公司（英語：Fortune Ferry Co Limited）是香港其中一間小輪公司，成立於1999年9月，早期接辦一度已停航前香港小輪北角至觀塘線，唯此航線艱苦經營下客量一直偏低。
2003年「富裕小輪」向運輸署申請開辦北角至蒲苔島（經觀塘），此航線原於同年11月1日開辦，因受另一渡輪公司「喜記街渡」強烈反對，延至2004年2月1日才能投入服務，但因營運狀況欠佳，此航線於2006年11月1日停航。
2005年9月2日「富裕小輪」再接辦新渡輪放棄經營的屯門至大澳航線，另外亦提供租船服務，其中「名河」及「裕河」出租予新渡輪，另「富河」亦於晚上出租為遊覽船，名為「洋紫荊維港遊」。
2015年2月12日，广东省国资委公佈，富裕小轮已獲广东省航运集团下属的珠江船务收购控制性股权。
2016年12月3日，由於碧海船務觀塘至啟德航線停辦，「富裕小輪」接辦該航線，並合併至旗下的北角至觀塘航線中。
2020年3月23日，該公司接辦停止服務九年的中環至紅磡航線，亦於同年6月28日復辦。同時投得維港「水上的士」的經營權，預計於同年第四季投入服務。

## 航線
現時共開辦四條持牌渡輪航線，分別為：
- 北角 ↔ 觀塘 ↔ 啟德
- 屯門 ↔ 東涌 ↔ 沙螺灣 ↔ 大澳
- 中環 ↔ 紅磡
- 水上的士（預計於2021年7月起以試辦形式投入服務）

## 收費

### 北角↔觀塘↔啟德
- 單程成人每位$8.3，長者／小童／傷健人士單程每位$4.1，月票每月$270
- 星期六早上9時後、星期日及公眾假期所有班次途經啟德

### 屯門↔東涌↔沙螺灣↔大澳
- 星期一至星期六（公眾假期除外）每程每位收費如下：
  - 屯門／東涌↔大澳：$27($21.6)
  - 屯門↔沙螺灣：$21.6($18.4)
  - 屯門↔東涌、沙螺灣↔大澳：$19.5($16.2)
  - 東涌↔沙螺灣：$18($15)
  - 貨物每0.5立方米：$40
- 星期日及公眾假期每程每位收費如下：
  - 屯門／東涌↔沙螺灣／大澳、沙螺灣↔大澳：$32.5($27)
  - 東涌↔沙螺灣：$30($25)
  - 屯門↔東涌：$19.5($16.2)
  - 貨物每0.5立方米：$50
- （括號內收費為普通渡輪收費，普通渡輪只在有需要時才提供服務；長者／小童／傷健人士可享半價優惠，3歲以下小童免費）
  - 由屯門登船的乘客，於星期一至星期五（公眾假期除外）於上船時付款；而星期六、星期日及公眾假期，須於屯門碼頭預先用現金或八達通購買指定時間開出的船票，逾時無效
  - 由大澳登船的乘客，於星期一至星期五（公眾假期除外）於上船時付款；而星期六、日及公眾假期中午一時後，須於大澳海濱長廊售票亭預先用現金或八達通購買指定時間開出的船票，逾時無效
  - 由東涌／沙螺灣登船的乘客，於上船時付款

### 中環↔紅磡
- 成人：$10.7
- 長者，小童及傷殘人士：$5.3
- 月票：$290
- 單車（每輛）：$14
- 貨物（每0.1立方米）：$20

### 水上的士 (長者及合資格殘疾人士公共交通票價優惠計劃及公共交通費用補貼計劃並不適用)
|                                   | 成人    | 小童   |
| --------------------------------- | ------- | ------ |
| 全程（啟德 → 油麻地）             | $136    | $68    |
| 分段（兩個站點之間）              | $10－24 | $5－12 |
| 短途線全程（灣仔 → 尖東，經紅磡） | $24     | $12    |
| 短途線分段（兩個站點之間）        | $10－14 | $5－7  |
| 日票                              | $136    | $68    |
| 往返票                            | $68     | $34    |

出處：

## 船隊
- 喜利（M.V. HEY）

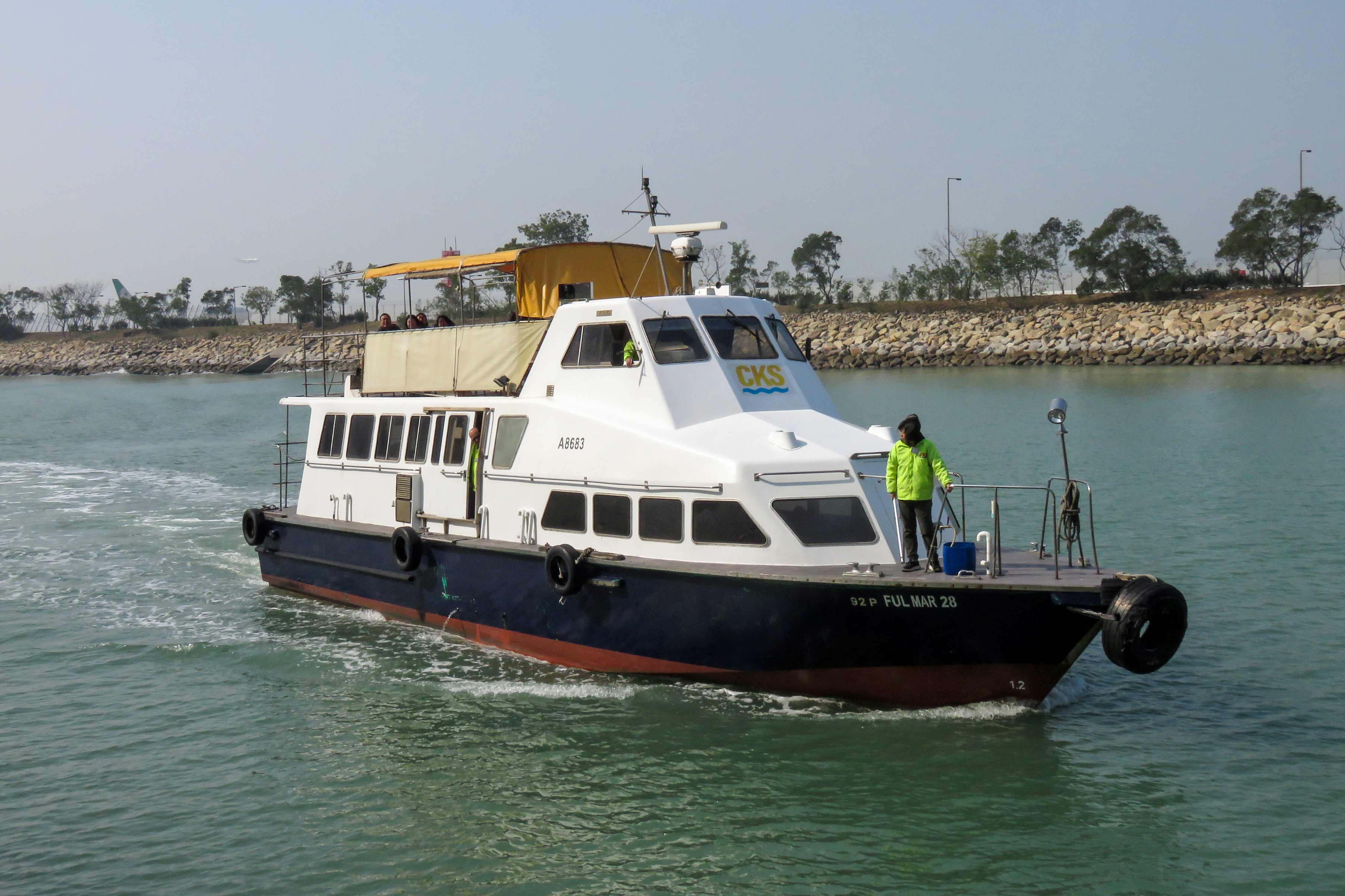
屯門至大澳航線使用的景龍3號

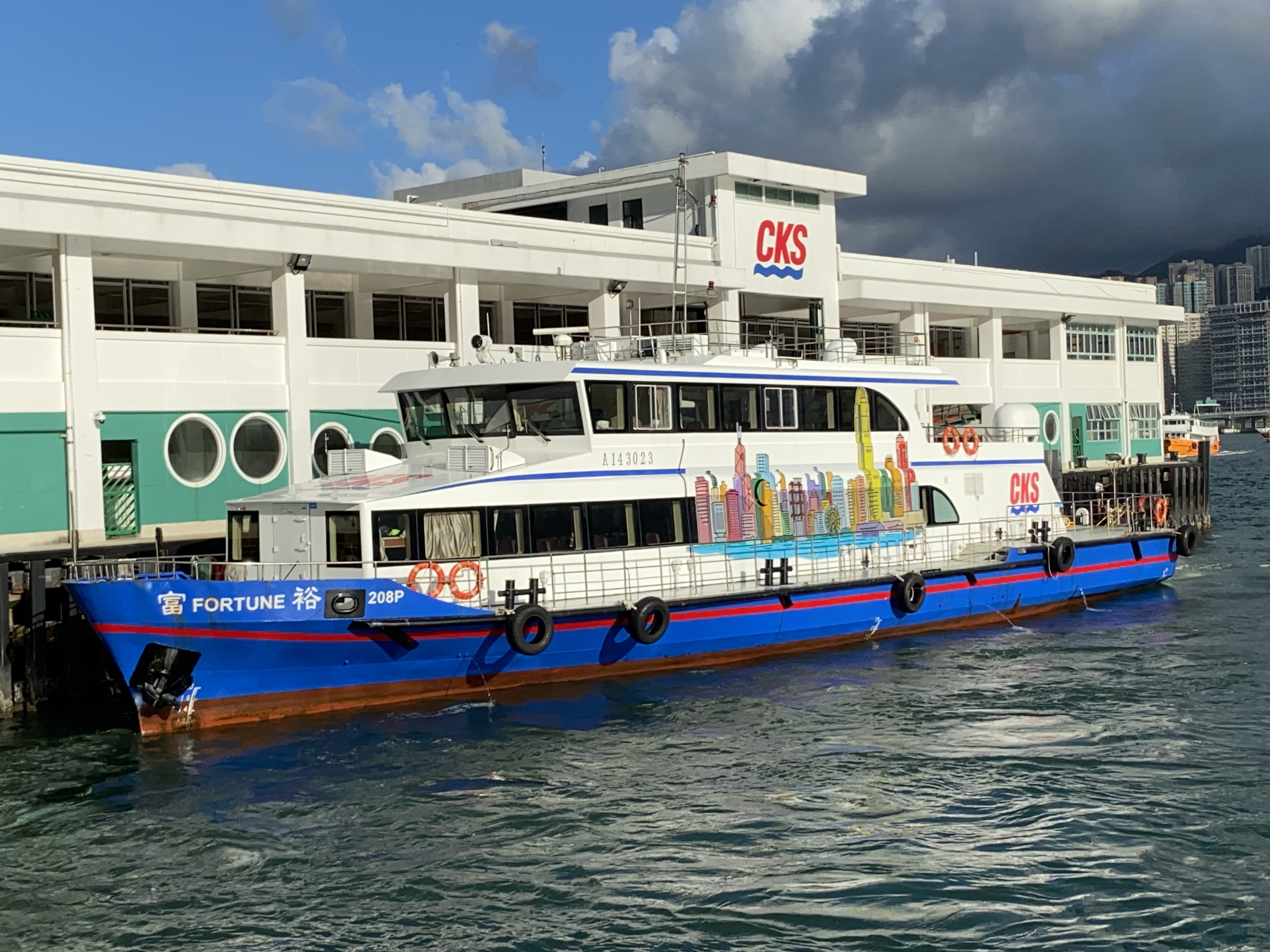
紅磡至中環航線使用的富裕號

  - 由珠海香州船廠製造，主要行走北角至觀塘航線或屯門至機場第三跑道西工地航線，可載333人
  - 擁有權證明書號碼：A8163
  - 下層有空調設備
- 裕河（M.V. Plenty River） 
  - 由珠海香州船廠製造，出租予新渡輪，主要行走北角至紅磡航線及北角至九龍城航線，可載352人
  - 擁有權證明書號碼：A8983
  - 上下層皆設有空調設備
- 香港水上的士16（M.V. Hong Kong Water Taxi 16，前稱富河，Full River）
  - 由珠海船廠製造，於平日主要行走北角至觀塘航線，假日或會調至屯門至大澳航線慢船班次，可載215人
  - 擁有權證明書號碼：A8723
  - 下層有空調設備
- 景龍3（FUL MAR 28，前稱M.V. KING DRAGON 3）（向第三方公司租賃）
  - 快速玻璃纖維單體船，由香港財利船廠於1995年建造[5]，可載92人，行走屯門至大澳航線
  - 擁有權證明書號碼：A8683
  - 下層有空調設備
- 聯盈8（M.V. LUEN YIN 8）（向第三方公司租賃）
  - 快速玻璃纖維單體船，由香港財利船廠於2003年建造，可載99人，行走屯門至大澳航線
  - 擁有權證明書號碼：A10273
  - 下層有空調設備
- 富裕（Fortune）
  - 由江龍船艇科技股份有限公司生產[6]，2017年建造，已經於2018年9月正式下水[7][8]，可載208人，平日行走紅磡至中環航線，假日行走屯門至大澳航線
  - 擁有權證明書號碼：A143023
- 有記28 (M.V. Yau Kee 28)（向第三方公司有記船務租賃）
  - 財利單體船，1982年建造，可載137人，前愉景灣航運 Discovery Bay 23，轉售自坪洲街渡
  - 星期一至五繁忙時間行走紅磡至中環航線
  - 星期六，星期日和公眾假期行走屯門至大澳航線慢船班次
  - 擁有權證明書號碼：A5853
  - 下層有空調設備
- 高明 (M.V. Gao Ming)[9]
  - 由澳洲Austal生產，1993年建造，可載350人，曾為珠江客運船隊之一
  - 擁有權證明書號碼：A143610
- 富興 （Fortune Gear）[10]

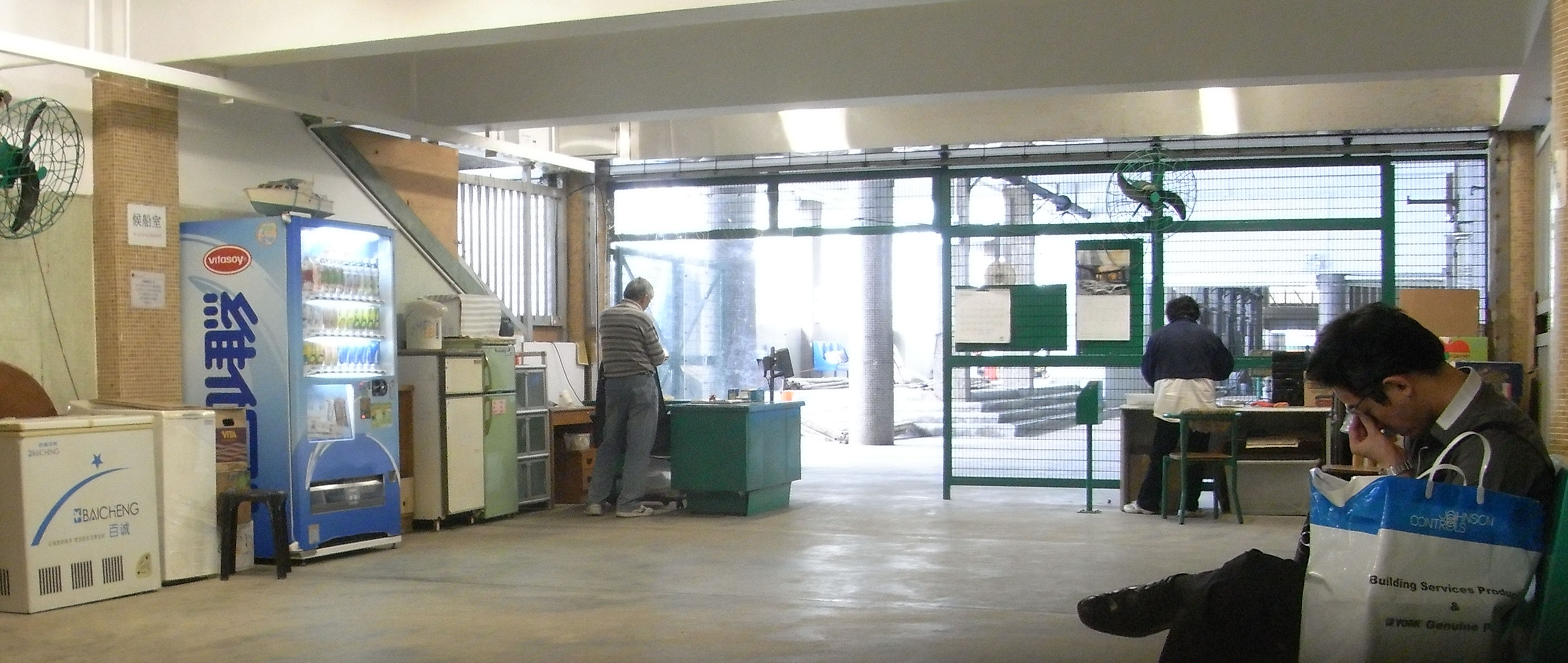
北角碼頭平日內景

  - 一般單體船，由江龍船艇科技股份有限公司生產，2021年建造，可載365人
  - 擁有權證明書號碼：A144015

- 富強（Fortune Power）
  - 一般單體船，由江龍船艇科技股份有限公司生產，2021年建造，可載365人
  - 擁有權證明書號碼：A144028
- 香港水上的士6
  - 一般雙體船，由江龍船艇科技股份有限公司生產，2021年建造，可載103人
  - 擁有權證明書號碼：A143934
  - 原名為“富華8”
- 香港水上的士
  - 一般雙體船，生產商不詳（中國大陸製造），2021年建造，可載177人
  - 擁有權證明書號碼：A144144
- 香港水上的士8
  - 一般雙體船，生產商不詳（中國大陸製造），2022年建造，可載177人
  - 擁有權證明書號碼：A144568
- 香港水上的士18 （Hong Kong Water Taxi 18）
  - 一般雙體船，由江龍船艇科技股份有限公司生產，2024年建造，可載185人
  - 擁有權證明書號碼：待查
- 香港水上的士28 （Hong Kong Water Taxi 28）
  - 碳纖維純電動雙體船，由中國中威複合材料在2025年建造，可載243人
  - 擁有權證明書號碼：A145666

## 參看
- 新渡輪

## 外部連結
- 富裕小輪有限公司官方網頁（页面存档备份，存于）